# André Albers
André Albers (* 22. März 1988 in Wilhelmshaven) ist ein deutscher Radiomoderator, Podcaster und Sportjournalist.
Seit 2022 arbeitet er in der Sportredaktion von Bild.

## Leben
André Albers absolvierte ein Volontariat beim Lokalsender Radio Jade in Wilhelmshaven, wo er im Anschluss als Redakteur arbeitete. 2015 wechselte er zu Radio Nordseewelle. Hier arbeitete er erst als Moderator und später als Comedy-Autor und Programmleiter. Im Jahr 2019 gewann er zusammen mit Alexander Webermann den Niedersächsischen Medienpreis für Alex erklärt – Lindnern.
Seit 2022 ist er Podcast-Host beim BILD-Podcast „Stammplatz“, in dem er mit dem zweiten Host Kilian Gaffrey über Themen wie die Fußball-Bundesliga, UEFA Champions League, EM oder WM spricht. Seit 2024 ist er auch Host beim BILD-Podcast „Phrasenmäher“.
Für die Bild-Zeitung berichtete er vom Finale Uefa-Europa-Conference-League 2023 aus Prag. Während der Fußball-Europameisterschaft 2024 bereiste er für den Podcast "Stammplatz" täglich einen neuen Spielort und berichtete von zahlreichen Spielen aus dem Stadion. 